# 小畑やすし
小畑 やすし（おばた やすし、1945年5月13日 - 2010年1月8日）は、日本の元子役。本名は木幡 泰（こわた やすし）。

## 来歴・人物
1945年5月13日、兵庫県に生まれる。4人兄弟の長男であった。海軍少将木幡行は祖父。父親が東映の社員だった関係で、知り合いの大映プロデューサーに勧められ、1952年に公開された小石栄一監督映画『死の街を脱れて』で子役デビューを果たした。
以後、愛くるしい名子役として江利チエミ主演の「サザエさんシリーズ」のかつを役（初代）を始め、多数の作品に出演する。特に、同じく子役だった松島トモ子とのコンビによる、仲木繁夫監督映画『あんみつ姫』二部作や毛利正樹監督映画『たん子たん吉珍道中』の三部作は当時の少年少女に圧倒的な人気を呼んだ（先述のサザエさんシリーズでも松島はワカメ役を演じ、コンビで出演している）。
1957年には、マーキュリーレコードにて松山恵子とのデュエット「山彦船頭さん」を発売し歌手としてもデビューを果たした。
1958年、東京学芸大学附属世田谷中学校に進学と共に芸能界を引退。中学校卒業後はアメリカのケント・スクールに入学。大学は学習院大学に進学し、卒業後は伊藤忠商事に就職。課長まで上り詰めたが、1976年にコパカバーナ駐在員として再び渡米した。定年退職後、東京都世田谷区の男声合唱団メンネルコールけやきに入団していた。また、アメリカだけでなくブラジルに6年間駐在した経験もある。
2010年1月8日、心臓病のため死去した。満64歳没。